# Гисборн (регион)
Гисборн (англ. Gisborne) — название административной единицы Новой Зеландии. Имя присвоено территории и одноимённому городу в честь одного из первых Секретарей Колонии Вильяма Гисборна. Региональная администрация располагается в городе Гисборн. Состоит только из одного округа Гисборн.